# XXXVIII secolo a.C.
Il XXXVIII secolo a.C. (trentottesimo secolo avanti Cristo) è il secolo che inizia nell'anno 3800 a.C. e termina nell'anno 3701 a.C. incluso.

## Eventi

### Europa
- Ucraina: Cultura calcolitica di Tripole (Jamna - Kurgan) in Ucraina (fino al 2000 a.C.)

## Miti e leggende
- 3761 a.C., 7 ottobre - data del calendario giuliano che corrisponde alla data iniziale del Calendario ebraico moderno